# Dağdibi (Muğla)
Dağdibi (türkisch für „Bergfuß“) war ein kleines Dorf in der türkischen Provinz Muğla und ist seit 2013 ein Mahalle in der Gemeinde/Stadtbezirk Menteşe.

## Geographie
Dağdibi liegt vor dem Berg Karadağ. Das Dorf ist rund 15 Kilometer von der nächstgrößeren Stadt Muğla entfernt und drei Kilometer vom Ortszentrum Yeşilyurt (Muğla).

## Einwohnerentwicklung
| Einwohnerzahlen im Vergleich | Einwohnerzahlen im Vergleich |
| ---------------------------- | ---------------------------- |
| 2012                         | 319                          |
| 2009                         | 300                          |
| 2000                         | 309                          |
| 1997                         | 325                          |

Als Mahalle hatte Dağdibi am 31. Dezember 2020 312 Einwohner.

## Ökonomie
Die Bewohner verdienen ihren Lebensunterhalt größtenteils mit Agrarwirtschaft oder Tierhaltung.

## Infrastruktur
Im Dorf gibt es weder eine Schule, ein eigenes Trinkwassernetz noch ein Kanalsystem. Eine Poststelle und eine Krankenstation sind ebenfalls nicht vorhanden. Der gesamte Dorfweg ist asphaltiert, und das Dorf verfügt über ein Strom- und Kabeltelefonsystem.